# Den Aert

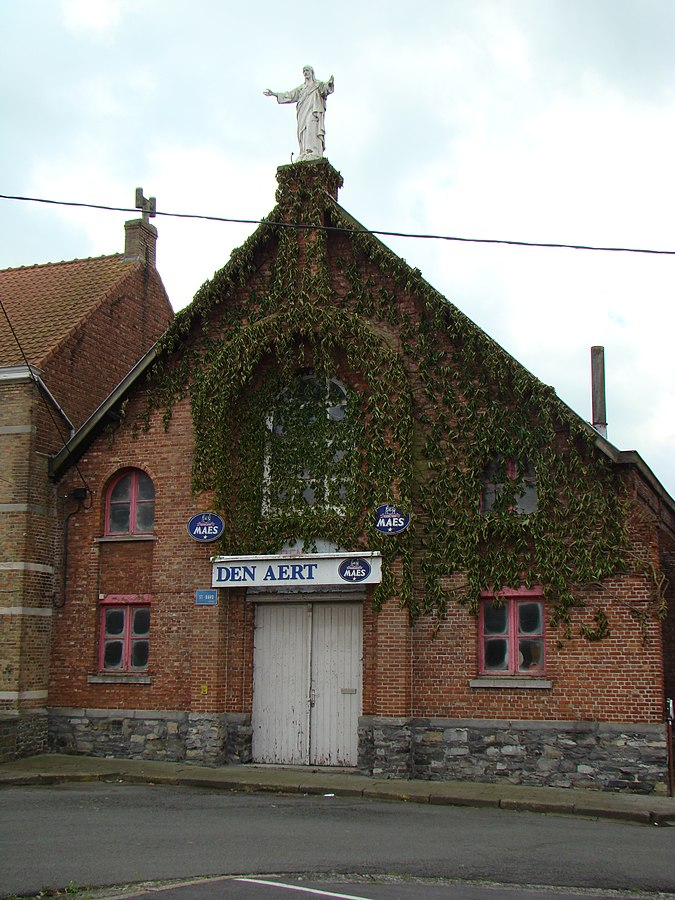
Den Aert voor 2008

Den Aert is een congregatie- of parochiezaal in het West-Vlaamse Sint-Baafs-Vijve, een deelgemeente van Wielsbeke. De zaal werd oorspronkelijk in de volksmond Den Tap genoemd en kreeg haar huidige naam in 1968.

## Geschiedenis
Den Aert ligt aan de Oude Leiearm te Sint-Baafs-Vijve, op een stuk hooiland dat eigendom was van baron Karel Gilles de Pélichy. Daar werd van 1910 tot 1913 een congregatiezaal gebouwd die gebruikt werd voor erediensten tijdens de renovatiewerken van de kerk Sint-Bavo. De noodkerk werd ingezegend op 13 augustus 1910 door pastoor Aloysius Perez. Het heeft uiteindelijk tot in 1921 gediend als noodkerk.
Na 1921 fungeerde het als een bibliotheek en een zaal voor kajotters en toneelvoorstellingen. Het werd opnieuw een noodkerk door de structurele schade die was aangebracht in mei 1940, tijdens de Leieslag in de Tweede Wereldoorlog.

### Jeugdhuis
Op 22 augustus 1964 richtte de jeugdraad van Sint-Baafs-Vijve een brief aan het gemeentebestuur met de expliciete wens om een ruimte te hebben die specifiek gericht is op de jeugd. Er waren reparaties en een nieuwe inrichting nodig. Op 8 juli 1968 kreeg het gebouw de naam Den Aert, voordien Den Tap.
Na anderhalf jaar sloot het kerkbestuur, die eigenaar was van het gebouw, Den Aert. Er moesten duidelijkere regels komen en de jeugd moest eerst de nodige respect kunnen aantonen. Een van de zaken waar het kerkbestuur moeite mee had waren de relaties tussen de bezoekende jongeren. Na enkele maanden van discussies en onderhandelingen kwamen alle partijen tot een overeenkomst en kon het jeugdhuis in maart 1969 weer open gaan.
Het jeugdhuis sloot in 1972, maar twee jaar later heropenden een paar jongeren het huis en dit had succes, met optredens van onder andere Urbanus en Raymond van het Groenewoud. Diverse generaties volgden elkaar op tot het jeugdhuis moest sluiten wegens drugsproblemen en geluidshinder. Het bleef gesloten tot in de jaren 1990. Wel kon er nog gebruik worden gemaakt van de ruimte voor toneeloptredens en feestgelegenheden.

### Glas-in-loodraam
Van 2008 tot 2010 werd het gebouw gerenoveerd. Een bestuurslid merkte eind jaren 2000 het beschadigde glas-in-loodraam op. Het glasraam was oorspronkelijk bedoeld geweest voor de Sint-Bavokerk. Tijdens een vergadering van de Juliaan Claerhout-kring werden de mogelijkheden besproken om het glasraam te behouden. Het glasraam was zijn kleur kwijt door jarenlang in het te hebben gestaan, waardoor voor de restaurateurs niet duidelijk wat de originele kleuren waren van het glasraam. Het duurde tot 2015 voordat het raam was hersteld en werd onthuld.

### Heropening
Ministers Crevits en Bourgeois openden Den Aert op 9 juli 2010. Den Aert wordt voornamelijk gebruikt als feestzaal, ontmoetingsruimte of voor erkende Wielsbeekse verenigingen; die laatste kunnen er dan gratis gebruik van maken. Ieder jaar wordt er ook een hondenzwemming georganiseerd bij Den Aert.

## Galerij

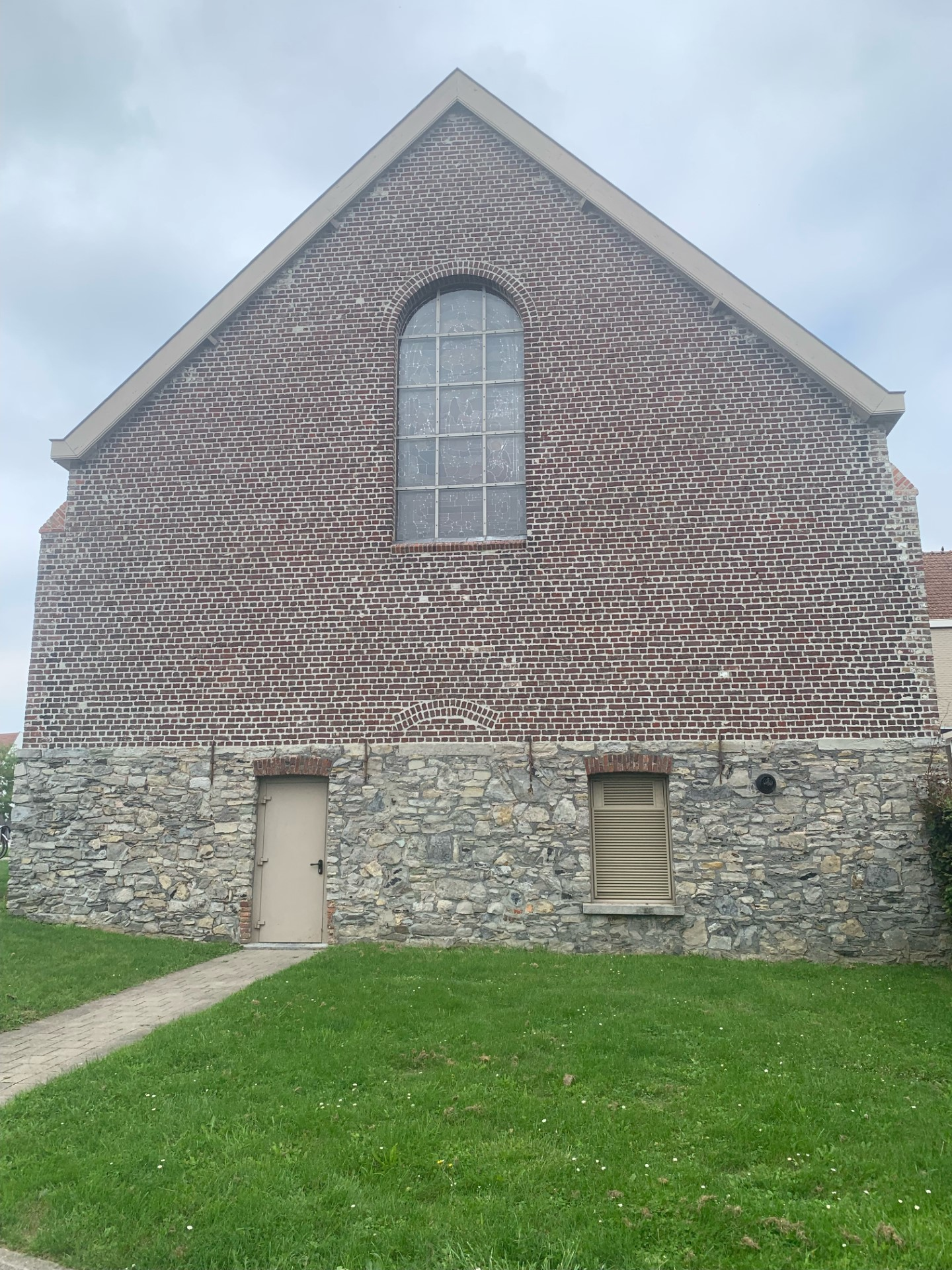
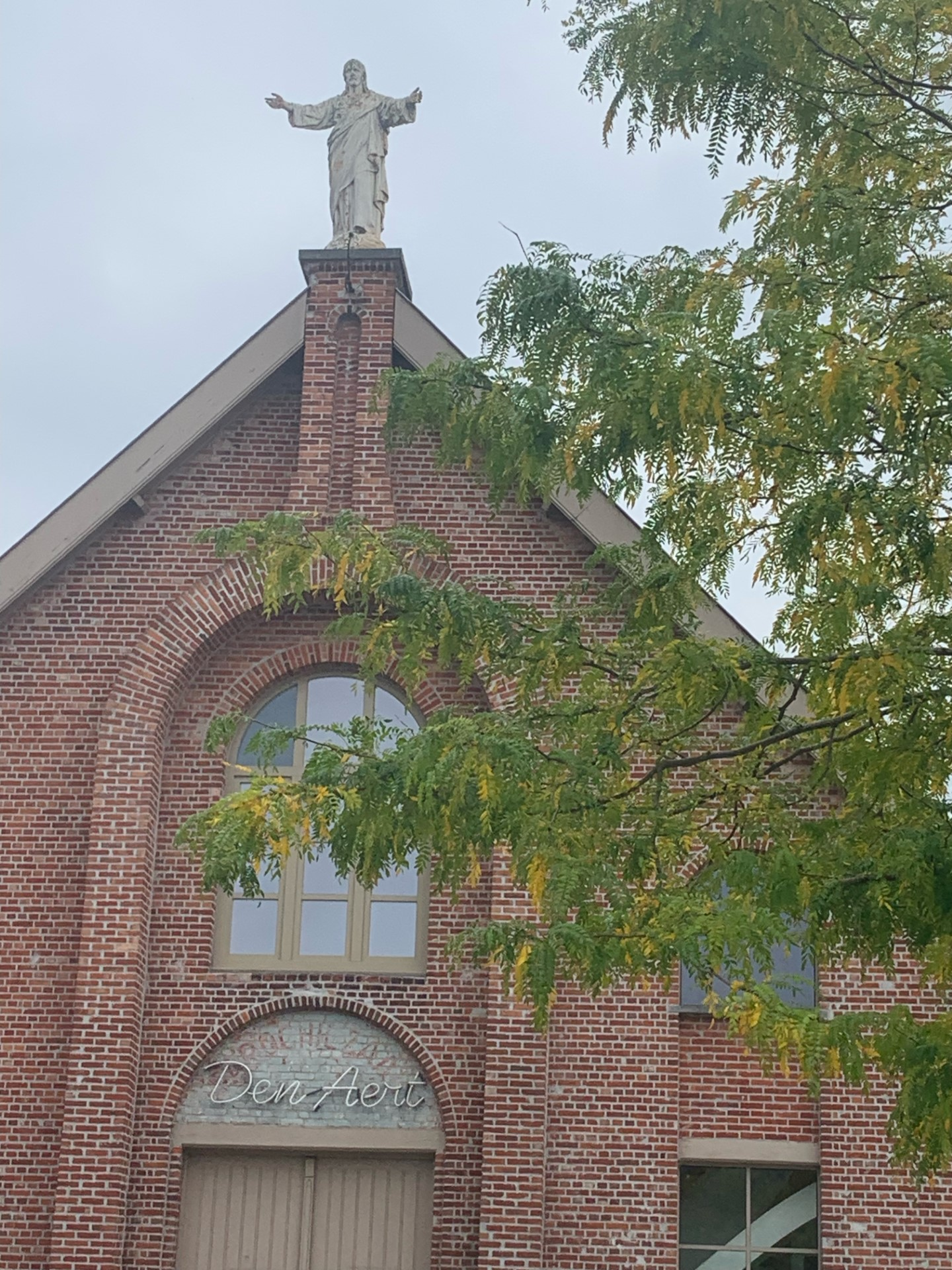
Voorkant Den Aert
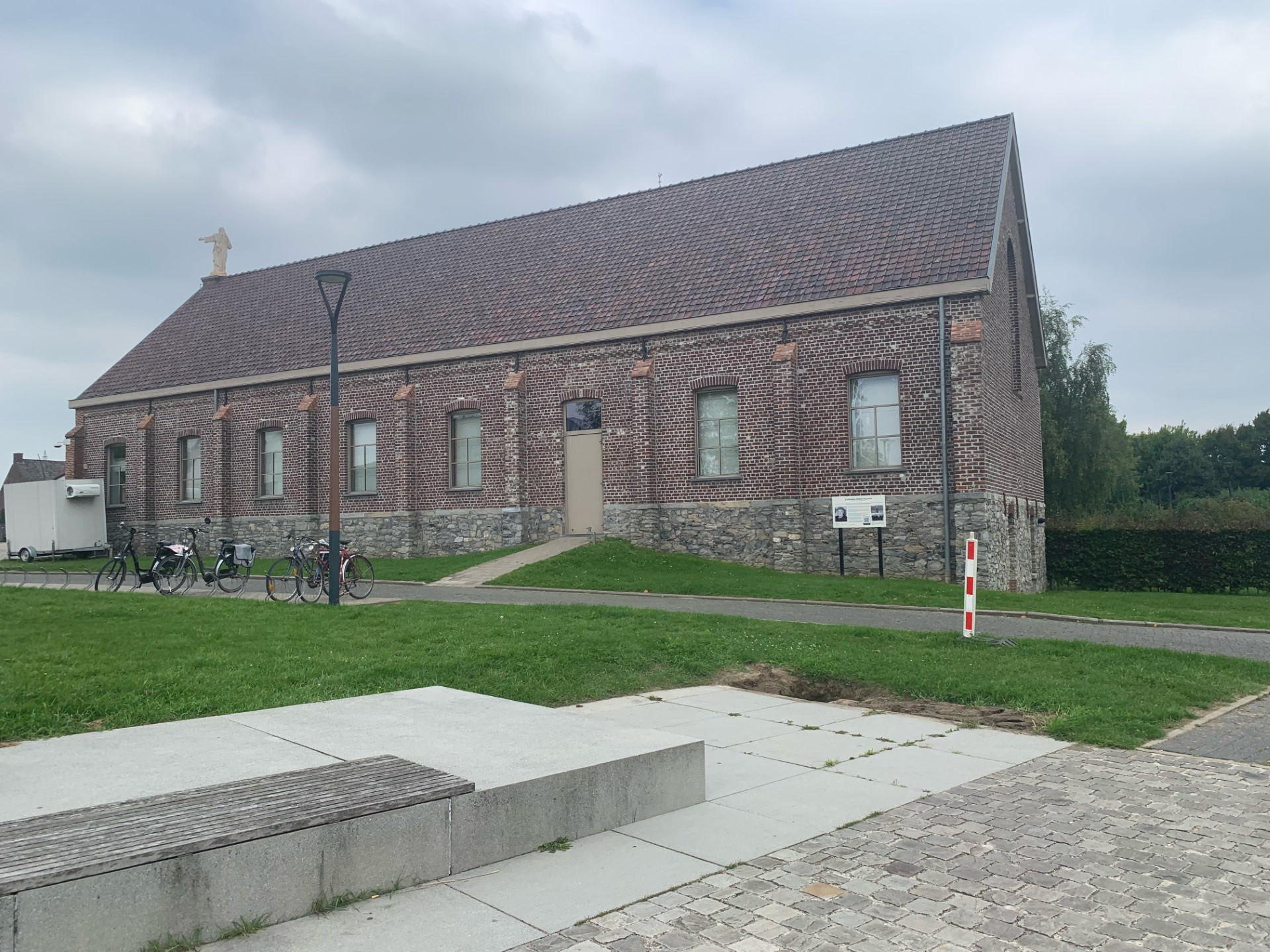
Den Aert